# Hurricane (banda serbia)
Hurricane, también conocida como Hurricane Girls, es una banda de chicas serbia de R&B y pop formada por Zoran Milinković en noviembre de 2017, que hasta 2022 constó de tres miembros: Sanja Vučić, Ivana Nikolić y Ksenija Knežević. Sin embargo, en 2022 las tres artistas decidieron abandonar el grupo para empezar su carrera en solitario y fueron reemplazadas porː Jovana Radić, Sara Kourouma y Miona Srećković.
Cantan principalmente en inglés; solo tienen nueve canciones en serbio, su lengua materna, hasta ahora. Entre otros aspectos a destacar, tienen dos canciones planificadas por Universal y han colaborado con el productor de Hollywood Stephen Belafonte (en septiembre de 2018).
El grupo participó en la preselección serbia Beovizija 2020 con la canción "Hasta La Vista". Finalmente, ganaron y obtuvieron el derecho de representar al país balcánico en el Festival de Eurovisión en Róterdam. Sin embargo, el certamen fue cancelado debido a la pandemia de COVID-19, por lo que la televisión pública serbia seleccionó internamente al grupo para representar al país en Eurovisión 2021 con el tema "Loco Loco".

## Miembros
Actuales
- Jovana Radić (2022–presente)
- Sara Kourouma (2022–presente)
- Miona Srećković (2022–presente)

Pasados
- Sanja Vučić - vocalista principal (2017-2022)

Vučić proviene de una familia de músicos y estuvo en una banda de rock alternativo mientras estaba en la escuela primaria. Tocó en bandas de folk y jazz, y cantó en un coro de la iglesia. Fue miembro de la banda ZAA durante cinco años, con la que representó a Serbia en el Festival de Eurovisión 2016.
- Ivana Nikolić - vocalista principal (2017-2022)

Nikolić es conocida en el mundo de la danza y la música moderna. Su primera aparición fue en el Belgrado Arena con estrellas yugoslavas de los 90. Ella colaboró con Jala Brat en su sencillo "Mlada i luda".
- Ksenija Knežević - vocalista principal (2017-2022)

El padre de Knežević es el popular cantante montenegrino Knez. Cuando era más joven participó en festivales para artistas infantiles y participó como parte del trío Sky's en el Beosong 2013 (edición Beovizija) con la canción "Magija". Además, formó parte de Sevdah Baby antes de unirse a Hurricane.

## Discografía
Hurricane tiene 23 lanzamientos hasta ahora:
- 2018: "Irma, Maria", "Breathe" (versión), "Corazon" (versión), "The Show Must Go On" (versión), "She Loves Control" (versión), "Feel Right", "Personal", "Should've Listened" (audio), "Who To Love" (audio), "HURRICANE" (vídeo de introducción), "Live" (en directo desde el Stark Arena de Belgrado)
- 2019: "Pain In Your Eyes", "Liar" (audio), "Magic Night", "Favorito" [inicialmente en serbio],[4] "Avantura", "Brzi prsti"
- 2020: "Hasta La Vista" (Beovizija 2020 y Eurovisión 2020), "Guallame El Pantalon", "Roll The Dice", "Tuturutu" (con MC Stojan), "Folir’o", "Čaje Šukarije", "Lopove", "Want ya"
- 2021: "Loco Loco" (Eurovisión 2021), "Do Neba", "Legalan", "Koraci", "Ajde Bre", "Set The World On Fire".

### Otros lanzamientos
Hurricane también lanzó "¿Cómo empezó todo?", una entrevista realizada en el año 2019. El vídeo de dicha entrevista fue filmado en el Caribe.